# Marie-Louise Coleiro Preca
Marie Louise Coleiro Preca, född 7 december 1958 i Qormi på Malta, är en maltesisk politiker. Hon var Maltas president mellan 4 april 2014 och 4 april 2019.
Coleiro Preca tillhör socialdemokratiska Partit Laburista och var parlamentsledamot 1998–2014. Från 11 mars 2013 till 29 mars 2014 var hon landets socialminister.
Hon efterträdde George Abela på posten som president. Coleiro Preca var Maltas yngsta president någonsin och var den andra kvinnan på posten.